# Szkaplerz Męki Pańskiej
Czerwony Szkaplerz Męki Pańskiej (Czerwony Szkaplerz, Szkaplerz Męki Pańskiej i Najświętszych Serc Jezusa i Maryi, Szkaplerz Czerwony Męki i Najświętszego Serca Pana naszego Jezusa Chrystusa oraz Umiłowanego i Współcierpiącego Serca Najświętszej Maryi Panny Niepokalanej, łac.: Scapulare Rubri Passionis et Sacratissimi Cordis Domini Nostri Jesu Christi atque Cordis Amantissimi et Compatientis Beatae Mariae Virginis Immaculatae) – katolickie sakramentale wyrażone przez szkaplerz koloru czerwonego nakładany przez księży ze Zgromadzenia Misji. Jest to inny szkaplerz niż Czarny Szkaplerz Męki Pańskiej, także zwany w skrócie Szkaplerzem Męki Pańskiej.

## Opis

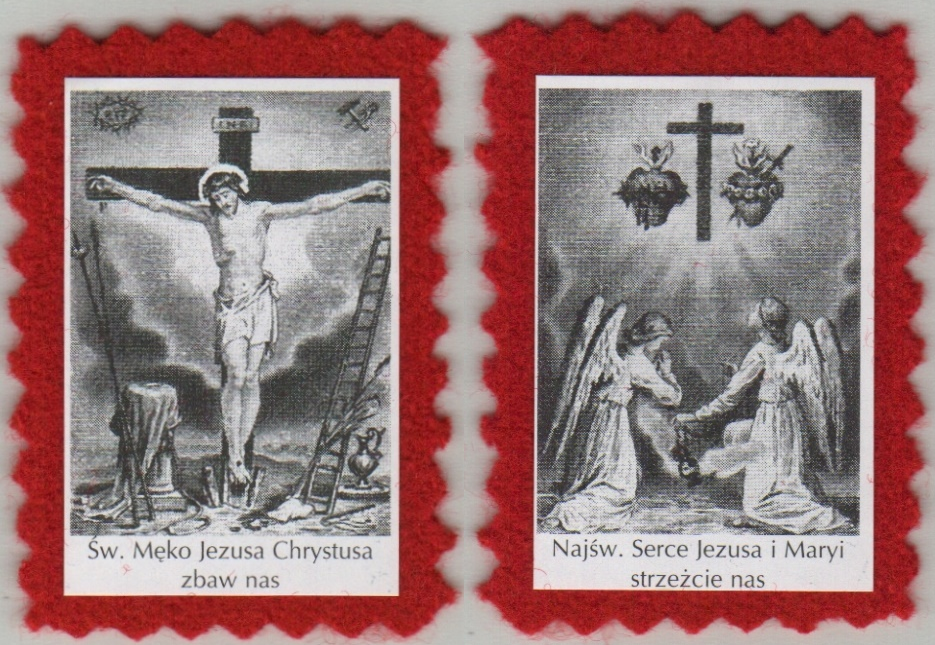
Czerwony Szkaplerz Męki Pańskiej w polskiej wersji językowej

Czerwony Szkaplerz Męki Pańskiej składa się z dwóch prostokątnych kawałków czerwonego sukna wełnianego oraz czerwonych tasiemek łączących płatki i służących do noszenia na szyi. Czerwony kolor tak płatków, jak i tasiemek jest niezbędny do ważności tego szkaplerza. Na jednym płatku widnieje wizerunek Chrystusa Ukrzyżowanego otoczony Narzędziami Męki Pańskiej oraz napis: Święta Męko Jezusa Chrystusa, zbaw nas. Na drugim płatku, po dwu stronach niewielkiego krzyża, znajdują się: symbol Serca Pana Jezusa otoczonego cierniową koroną i symbol Serca Maryi przebitego mieczem. Poniżej stoją dwaj aniołowie w postawie adoracji i umieszczony jest napis: Najświętsze Serca Jezusa i Maryi, strzeżcie nas.
Kolor oraz symbole na Czerwonym Szkaplerzu nawiązują do Biblii i Tradycji. Jak podaje tradycja, Chrystus nosił tunikę koloru czerwonego. Symbolizuje to Jego królewską godność oraz odkupieńczą Mękę i Krew. Rzymscy żołnierze, szydząc z Niego, również narzucili Mu purpurową szatę. Z tego powodu Kościół używa czerwonych szat podczas nabożeństw pasyjnych, a w okresie wielkanocnym krucyfiksy są ozdobione czerwoną stułą. Głęboką symbolikę wyrażają też Narzędzia Męki Pańskiej (łac. Arma Christi). Mają one odniesienie do zadań katolików: młotek oznacza pokutę, obcęgi przypominają o konieczności „wyciągania" grzechów z duszy i otwarcia się na łaski płynące ze świętych ran odniesionych przez Jezusa. Korona cierniowa i gwoździe symbolizują dyscyplinę umysłową i cielesną, jako konieczny warunek uzyskania spokoju ducha. Poszczególne szczeble drabiny znajdującej się u podnóża krzyża oznaczają stopnie cnót, po których wierni mają wznosić się ku Bogu. Piejący kogut to znak, iż nadszedł czas skruchy. Pozostałe symbole na tym szkaplerzu to: bicze, gąbka, naczynie na ocet i chusta św. Weroniki.

## Geneza

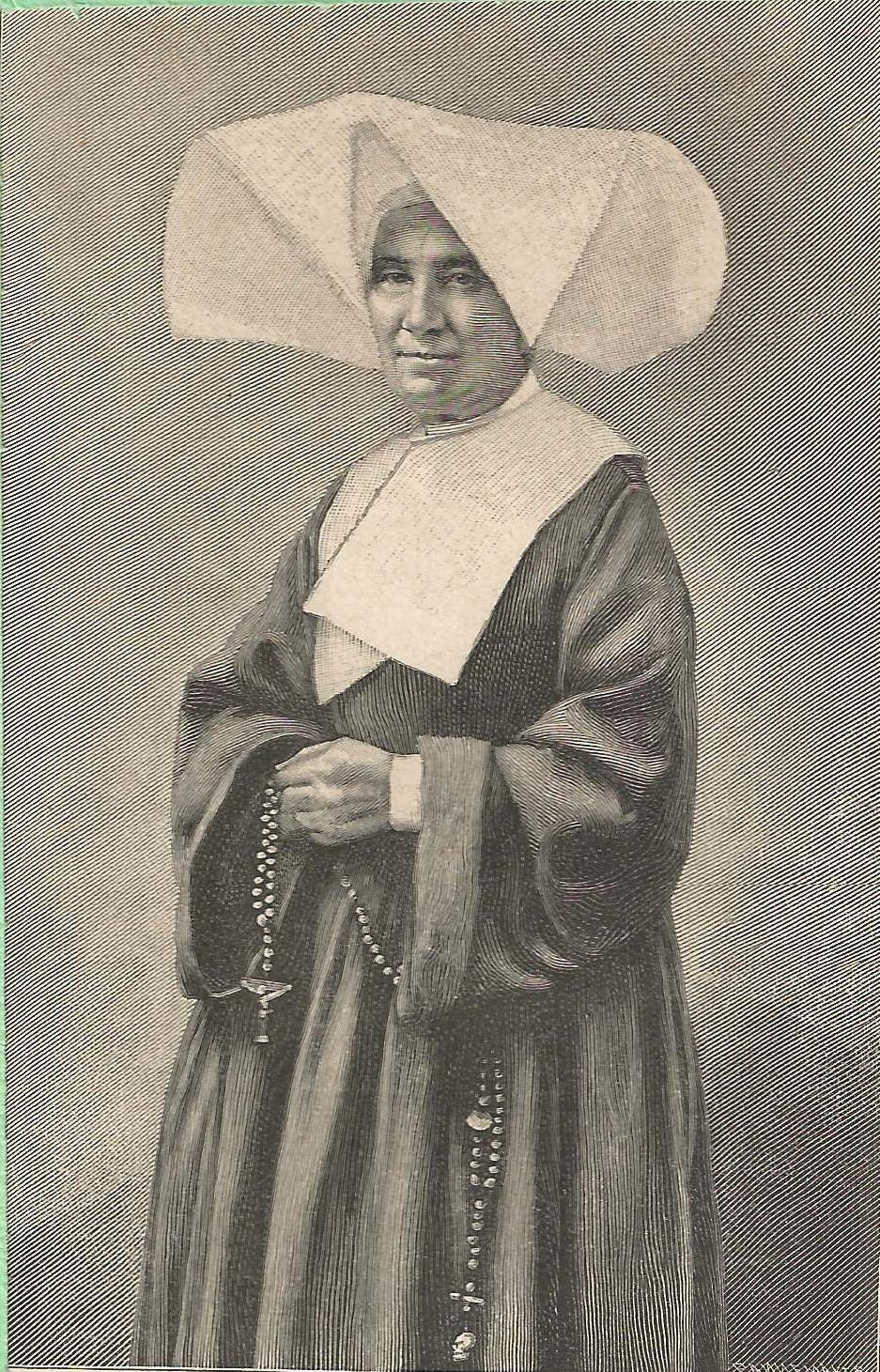
s. Apolonia Andriveau

Czerwony Szkaplerz ma swoje źródło w wizjach, jakich doznała s. Apolonia Andriveau, zakonnica ze Zgromadzenia Sióstr Miłosierdzia św. Wincentego à Paulo w Troyes, we Francji, trwających od 26 lipca do 14 września 1846 roku. Po raz pierwszy opowiedziała o otrzymanych łaskach spowiednikowi podczas rekolekcji w październiku 1846 roku. Ten, wysłuchawszy owych zwierzeń, polecił jej, aby na piśmie przedstawiła wszystko przełożonemu generalnemu Zgromadzenia Misjonarzy św. Wincentego à Paulo i Sióstr Miłosierdzia, ks. Jean-Baptiste Étienne. Wobec tego szczegółowo opisała ona swoje widzenia w 50 listach.
Pierwszy list przedstawiał widzenie z 26 lipca 1846 roku, które powtórzyło się wielokrotnie:

Będąc w kaplicy wieczorem w oktawę święta naszego Błogosławionego Ojca widziałam, czy też zdawało mi się widzieć, Pana Jezusa ubranego w długą czerwoną suknię i niebieski płaszcz. O jakiż On był piękny. Nie było to już oblicze znękane bólami w pretorium, jak to parę dni temu widziałam. Była to piękność sama. W prawej ręce trzymał szkaplerz szkarłatny, na którym przedstawiony był na krzyżu otoczonym narzędziami męki, które zadały najwięcej cierpień Jego Najświętszemu Człowieczeństwu. Wokół krzyża widniały słowa: Najświętsza Męko Pana naszego Jezusa Chrystusa, zbaw nas. U drugiego końca szkarłatnej wstęgi był wizerunek Najświętszych Serc Jezusa i Maryi, jedno było cierniem okolone, a drugie mieczem przebite. Między dwoma sercami był u góry krzyż, a na dole widniał napis: Najświętsze Serca Jezusa i Maryi, strzeżcie nas .

Pod koniec tego listu siostra Apolonia opisała jeszcze, pełne optymizmu, widzenie z 14 września:

W dzień Podwyższenia Krzyża Świętego widziałam ten sam obraz, a Pan Jezus raczył mi powiedzieć: Kapłani Zgromadzenia Misji mają rozdawać ten szkaplerz, a ci, którzy nosić go będą, otrzymają w każdy piątek zupełne win swych odpuszczenie oraz wielkie pomnożenie Wiary, Nadziei i Miłości. Pan Jezus chce, by wiele mówiono o Jego cierpieniach i śmierci... Zdaje mi się, że Rzym nie odmówiłby odpustu zupełnego w każdy piątek tym, którzy będą nosić Szkaplerz Męki Pańskiej i wypełnią wszystkie warunki do uzyskania takiego odpustu .

## Historia
Ksiądz Jean-Baptiste Étienne z powagą i wielkim przejęciem odniósł się do treści listów s. Apolonii Andriveau. Już pierwszy wywarł na nim duże wrażenie. Natychmiast polecił zebrać wszelkie opinie na temat siostry. Upewniwszy się co do jej charakteru i pobożności, postanowił osobiście poinformować Ojca Świętego o tych objawieniach. W 1847 roku udał się do Rzymu, by przy okazji rutynowego sprawozdania z działalności zgromadzenia, poruszyć też sprawę objawień w Troyes i Czerwonego Szkaplerza. Ku jego radości papież bł. Pius IX nie tylko nie podważał autentyczności objawień, ale nawet zdecydował się natychmiast wydać reskrypt o ustanowieniu nowego szkaplerza z dnia 25 czerwca 1847 roku.

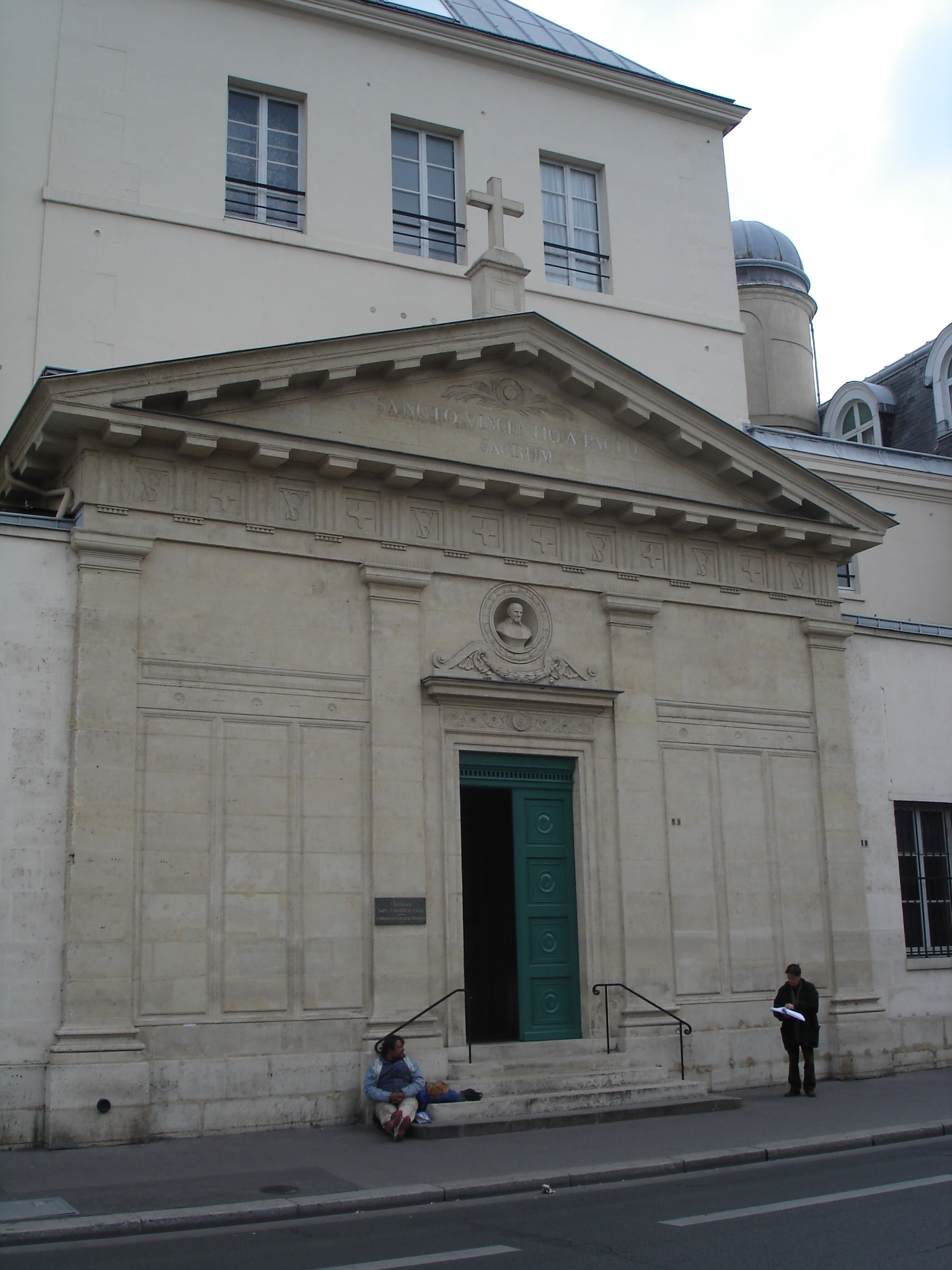
Kaplica św. Wincentego à Paulo i dom macierzysty lazarystów w Paryżu przy rue de Sèvres

Ksiądz Étienne niestrudzenie zachęcał swoje zgromadzenie do popularyzacji tego szkaplerza i głoszenia szczególnego nabożeństwa do męki Pana Jezusa. Opracował niewielką książeczkę, w której przedstawił genezę Szkaplerza Męki Pańskiej, przywiązane do niego łaski i udzielone przez Stolicę Apostolską odpusty oraz fragmenty listów s. Apolonii. Za jego sprawą, w kościółku św. Wincentego à Paulo domu macierzystego lazarystów w Paryżu, urządzono kaplicę boczną poświęconą agonii Pana Jezusa w Ogrodzie Oliwnym. Zachęcał też, aby tworzyć podobne kaplice we wszystkich świątyniach należących do Księży Misjonarzy. Wszystkie zalecenia przełożonego generalnego Zgromadzenia Misji dotyczące Szkaplerza Męki Pańskiej były wprowadzane w życie.
Dla efektywnego szerzenia tego szkaplerza założono Arcybractwo Agonii Naszego Pana Jezusa Chrystusa (fr. L'Archiconfrérie de la Sainte Agonie de Notre-Seigneur Jésus-Christ), co było szczególną zasługą ks. Antoine Hipólito Nicole (1817–1890). To prawdopodobnie on był spowiednikiem, któremu s. Apolonia powierzyła tajemnicę swoich objawień i który skłonił ją do opisania ich ks. Étienne. W 1856 roku ks. Nicole został proboszczem w Valfleury, gdzie w 1861 roku, za zgodą przełożonych, założył to bractwo, które po zatwierdzeniu przez Stolicę Apostolską i podniesieniu do godności arcybractwa w 1862 roku najpierw dla archidiecezji lyońskiej, w 1873 roku dla całej Francji, a w 1894 roku, przez Leona XIII dla całego świata, było upowszechniane przez Księży Misjonarzy . Stoi ono na straży nabożeństwa Szkaplerza Męki Pańskiej i stara się go rozpowszechniać w krajach katolickich. Jego centralą od 1873 roku do dziś jest dom macierzysty Zgromadzenia Misji w Paryżu. Członkowie Arcybractwa gromadzą się tam w kaplicy Modlitwy w Ogrójcu na specjalnych nabożeństwach połączonych z adoracją Najświętszego Sakramentu .

## Wspólnoty związane z Czerwonym Szkaplerzem
Czerwony Szkaplerz Męki Pańskiej jest rozpowszechniany przez Zgromadzenie Księży Misjonarzy św. Wincentego à Paulo (Lazaryści) i Zgromadzenie Sióstr Miłosierdzia św. Wincentego à Paulo (Szarytki). Władzę poświęcenia i nałożenia Szkaplerza Męki Pańskiej mają jedynie Księża Misjonarze i kapłani upoważnieni przez ich generała, lub prowincjała.
Ściśle z Czerwonym Szkaplerzem związane jest Arcybractwo Agonii Naszego Pana Jezusa Chrystusa. Ks. A. H. Nicole założył ponadto Zgromadzenie Sióstr Świętej Agonii, obecnie nazywane Zgromadzeniem Sióstr od Chrystusa w Getsemani, również związane z tym szkaplerzem, które poświęca się głównie opiece nad nieuleczalnie chorymi i umierającymi .

## Cel przyjęcia Szkaplerza Męki Pańskiej
Celem przyjmujących Czerwony Szkaplerz jest szczególna cześć i ciągła pamięć o męce Pana Jezusa, jako najdoskonalszy zapał w służbie Jemu oraz wewnętrzny udział w Jego boleściach. W jednej z wizji siostra Apolonia usłyszała od Matki Bożej, iż:

Świat ginie, bo nie myśli o męce Jezusa Chrystusa. Czyń wszystko, co możesz, byś o niej myślał, byś się zbawił.

Wedle propagatorów tego szkaplerza, "Rozważanie męki Pana Jezusa jest jednym z najlepszych środków duchowego doskonalenia, ponieważ bezpośrednio kieruje do Źródła zbawienia i wszystkich łask. Już św. Augustyn, a po nim św. Alfons Maria Liguori i wielu innych głosiło, że daje to więcej niż post o chlebie i wodzie przez wszystkie piątki roku czy cotygodniowe biczowanie. Żadna bowiem nasza ofiara nie może równać się z ofiarą Chrystusa. Szkaplerz Męki Pańskiej daje nam łaskę pomocy w tym nabożeństwie, przypomina o nim, a nawet już zaszczepia jego owoce. Wierni zawsze powinni pamiętać o słowach przekazanych siostrze Apolonii: Ci, którzy nosić będą ten szkaplerz, dostąpią w każdy piątek odpuszczenia zupełnego swych win oraz wielkie pomnożenie wiary, nadziei i miłości".

## Praktyki noszących Czerwony Szkaplerz
Z noszeniem Czerwonego Szkaplerza nie wiąże się przynależność do żadnego bractwa czy statutowe obowiązki, korzysta się natomiast z owoców duchowych Zgromadzenia Księży Misjonarzy. Zapisywanie imion do księgi bractwa nie jest wymagane.
Papież bł. Pius IX nadał kilkakrotnie odpusty przywiązane do tego szkaplerza, które jednak utraciły swą ważność, oprócz związanych ogólnie ze stowarzyszeniami i modlitwami, w 1967 roku na mocy konstytucji apostolskiej Indulgentiarum Doctrina. Nadal są jednak aktualne praktyki, do których przywiązane zostały owe odpusty, którymi były:
Odpust zupełny:
- W dzień przyjęcia szkaplerza. Po spełnieniu zwykłych warunków uzyskania odpustu oraz odwiedzenia jakiegokolwiek kościoła,
- W każdy piątek rozważanie po Komunii św. przez jakiś czas Męki Pańskiej. Z powodu przeszkody można dostąpić tego odpustu i w niedzielę następną, jeżeli się tylko wypełni przepisane warunki,
- W godzinę śmierci pod zwykłymi warunkami, wymawiając przynajmniej sercem Imię Jezus.

Odpust cząstkowy:
- Za odmówienie pięciokrotnie Ojcze nasz, Zdrowaś Maryjo i Chwała Ojcu, rozmyślając o Męce Pańskiej,
- Za rozmyślanie z sercem skruszonym przynajmniej przez pół godziny o Męce Pańskiej,
- Za ucałowanie ze skruszonym sercem Szkaplerza i odmówienie wezwania związanego z nim:

Przeto Cię błagamy, ratuj sługi Twoje, któreś Krwią Twoją najdroższą odkupił,

łac. Te ergo quaesumus, tuis famulus subveni, quos pretioso sanguine redemisti,

współczesne tłum.: Ciebie, Panie prosimy, wspomóż sługi twoje, które odkupiłeś swoją Przenajdroższą Krwią.
Formuła poświęcenia i nałożenia Czerwonego Szkaplerza Męki Pańskiej znajduje się w tradycyjnym Rituale Romanum: Benedictio et impositio Scapularis Rubri Passionis et Sacratissimi Cordis D.N.J.C. atque Cordis Amantissimi et Compatientis B. Mariae Virg. Immaculatae.